# آزاميثيفوس
آزاميثيفوس (بالإنجليزية: Azamethiphos)‏ هو مبيد حشري عضوي الفوسفات. هو عقار بيطري يُستخدم في تربية أسماك السلمون الأطلسي لمكافحة الطفيليات.